# Kugisho MXY3
Kugisho MXY3 – japoński, bezpilotowy szybowiec - latający cel, przeznaczony do szkolenia myśliwskiego pilotów Japońskiej Cesarskiej Marynarki Wojennej. 

## Historia
Pracę nad latającym celem mającym zostać wykorzystanym do szkolenia pilotów myśliwskich Japońskiej Cesarskiej Marynarki Wojennej rozpoczęto w Pierwszym Arsenale (w znaczeniu zakładu badawczo-produkcyjnego broni) Lotniczo-Technicznym Lotnictwa Marynarki (第一海軍航空技術廠, Dai-Ichi Kaigun Kōkū Gijutsu-shō, znanym pod skrótowym określeniem Kūgishō) w Yokosuka w 1936 roku. Zamówienie ze strony marynarki zakładało budowę prostego szybowca, wynoszonego w powietrze przez samolot a następnie kierowanego radiowo przez operatora z ziemi. Prototyp szybowca ukończono w 1937 roku. Do wynoszenia maszyny w powietrze przystosowano wodnosamolot Kawanishi E7K1. Na jego górnym płacie zamontowano specjalny stelaż, do którego przymocowywany był MXY3. Tak zmodyfikowany samolot wynosił szybowiec na zakładaną wysokość gdzie następowało rozdzielenie obydwu aparatów. Zmodernizowaną wersją MXY3 był szybowiec oznaczony jako MXY3 Kai, posiadający własny, prosty system sterowania lotem, oparty na zmianach ciśnienia w elastycznym zbiorniku umieszczonym w kadłubie. Aparat nie spełnił wymagań marynarki i wybudowano jedynie 31 szybowców (łącznie z wersją Kai).

## Konstrukcja
Drewniany, zastrzałowy górnopłat pozbawiony podwozia. Skrzydła o prostokątnym obrysie i niewielkim wzniosie umieszczone na pylonie wynoszącym je nad kadłubem. Prostokątne usterzenie, ster poziomy wysunięty przed sterem pionowym.